# Mary Nielsen
Mary Nielsen var en dansk atlet fra Mariendal som satte dansk rekord i højdespring med 1,30 i 1930. Hun vandt aldrig DM, da DM for kvinder først blev indført 1944.